# Gogrial
Gogrial est une ville du Soudan du Sud, dans l'État de Warab.